# هاريسون أوكسلي
هاريسون أوكسلي (بالإنجليزية: Harrison Oxley)‏ هو ملحن بريطاني، ولد في 3 أبريل 1933، وتوفي في 6 أبريل 2009.